# The Saturday Evening Post
The Saturday Evening Post är en amerikansk tidskrift som för närvarande (2022) ges ut 6 gånger om året av Saturday Evening Post Society, som köpte tidningen 1982. Den gavs ut varje vecka från 1897 till 1963, sedan varannan vecka fram till 1969. Från 1920-talet till 1960-talet var det en av de mest spridda och inflytelserika tidskrifterna inom den amerikanska medelklassen, med skönlitteratur, facklitteratur, tecknade serier och inslag med aktuella händelser, ledare, humor, illustrationer, en brevkolumn, poesi, med bidrag inskickade av läsare, nya filmer och berättelser av de ledande författarna från den tiden.
Saturday Evening Post publicerades första gången 1821 i samma tryckeri på 53 Market Street i Philadelphia där Pennsylvania Gazette hade publicerades på 1700-talet. Tidskriften fick hög status under ledning av sin mångårige redaktör George Horace Lorimer (1899–1937). Tidningen lästes i miljoner amerikanska hem varje vecka.
Tidningen läsekrets minskade under 1950- och 1960-talet. I allmänhet skylldes nedgången på teven, som konkurrerade om annonsörernas och läsarnas uppmärksamhet. Den allmänna skönlitterära smaken förändrades, och tidningens konservativa politik och värderingar tilltalade ett minskande antal läsare. Innehåll av populära författare blev svårare att få tag på, författare drevs till nyare tidningar som erbjöd bättre betalt. Som ett resultat av det, publicerades fler artiklar om aktuellare händelser, och kostnaderna minskades genom att ersätta illustrationer med fotografier för omslag och annonser. Saturday Evening Post var känd för sina påkostade omslag och illustrationer, och originalverk av skönlitteratur.  Vissa illustrationer fortsätter att reproduceras som affischer eller tryck, särskilt de av Norman Rockwell.
Med januari/februari numret 2013 lanserade tidningen en större förändring av publikationen, en ny omslagsdesign och ansträngningar för att öka tidningens profil, som svar på en allmän misstro att den inte längre existerade. Tidningens nya logotyp är en uppdatering av en logotyp som den hade 1942. Från och med oktober 2018 finns tidningens fullständiga arkiv tillgängligt online.

## Galleri

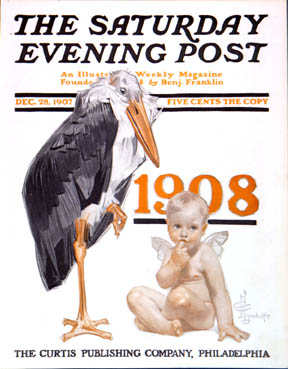
December 1907, omslag av J. C. Leyendecker.
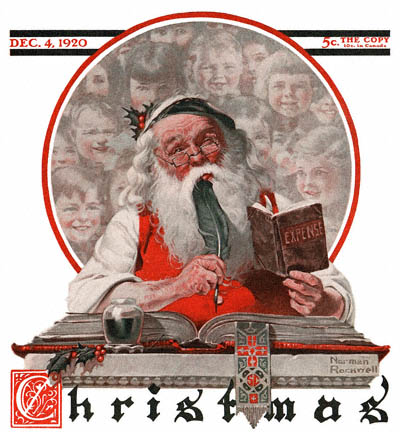
December 1920, omslag av Norman Rockwell.
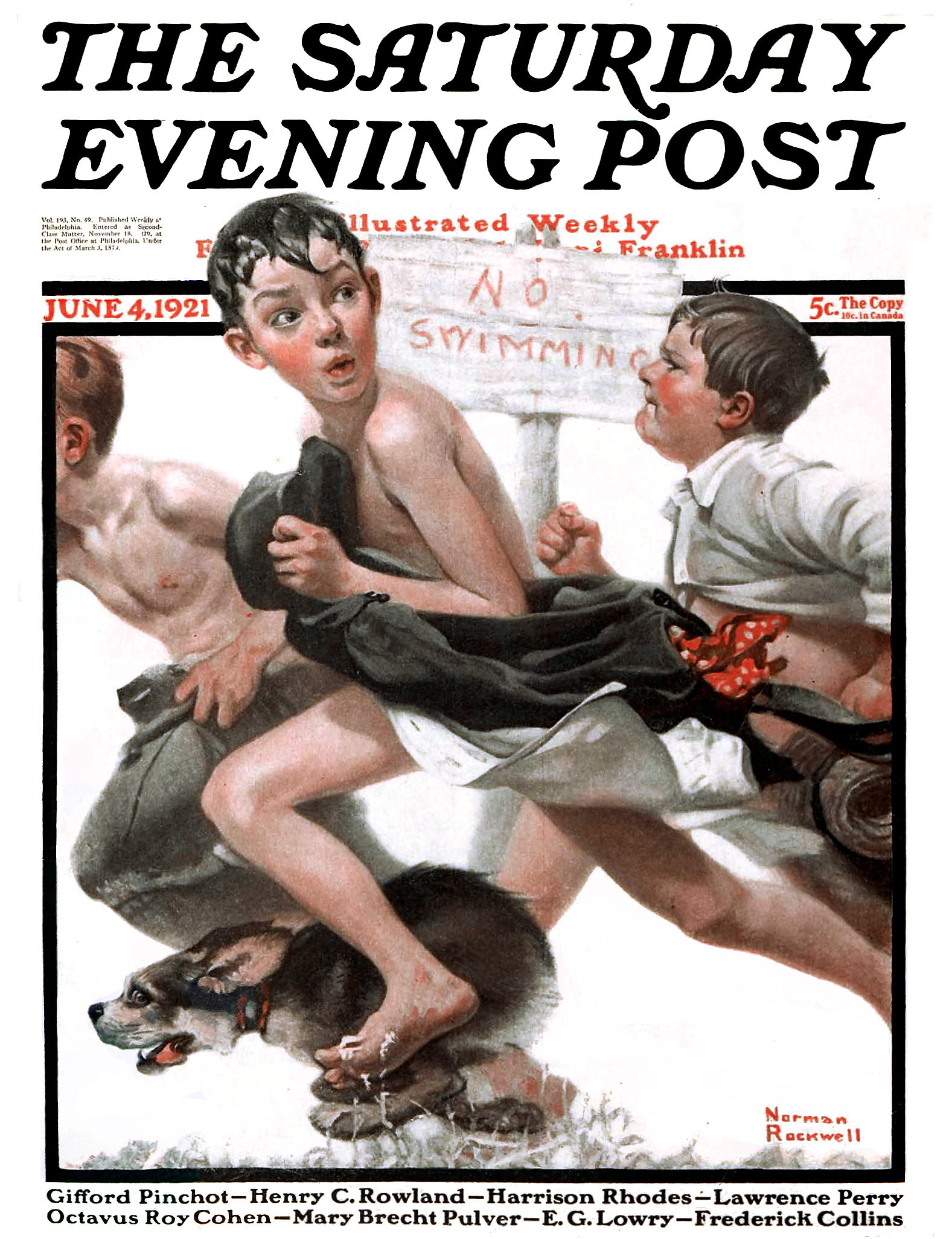
Juni 1921, omslag av Norman Rockwell.
Logo.